# نینا بوچاروا
نینا بوچاروا (به انگلیسی: Nina Bocharova) ژیمناست زادهٔ ۲۴ سپتامبر ۱۹۲۴ میلادی اهل کشور شوروی است.